# 로마 요리

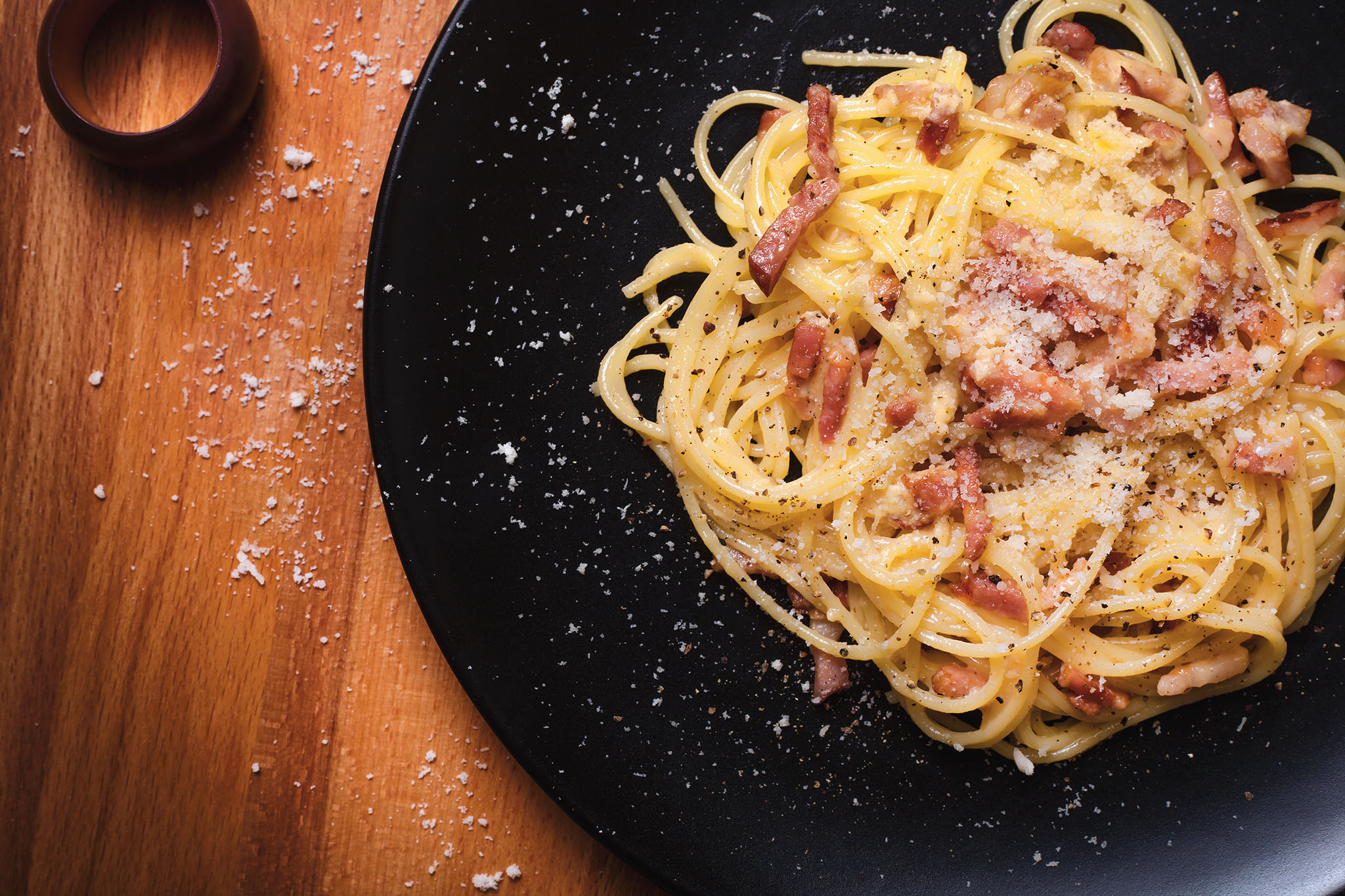
카르보나라 소스를 곁들인 스파게티

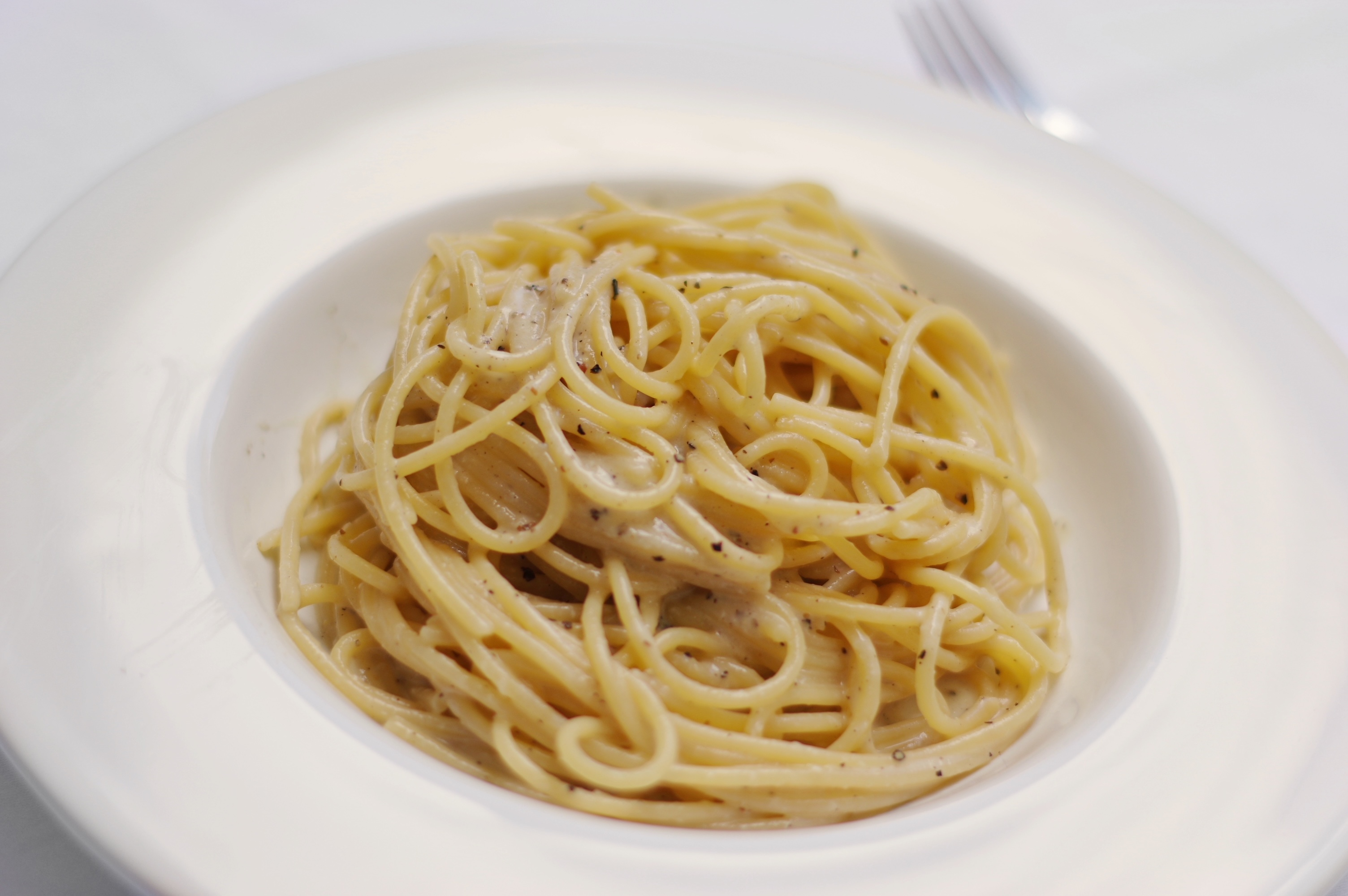
스파게티 카초 에 페페

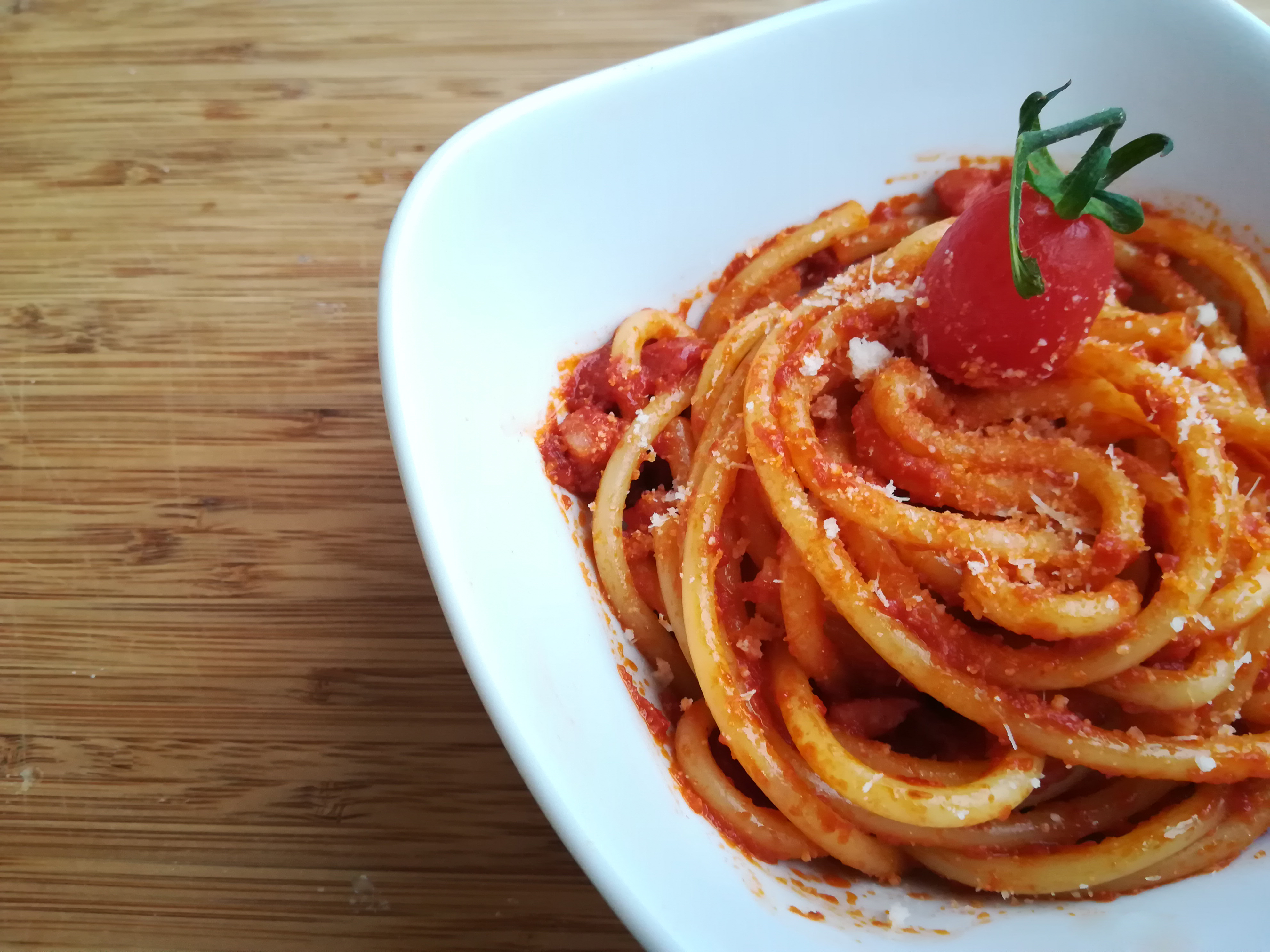
아마트리차나 소스를 곁들인 부카티니

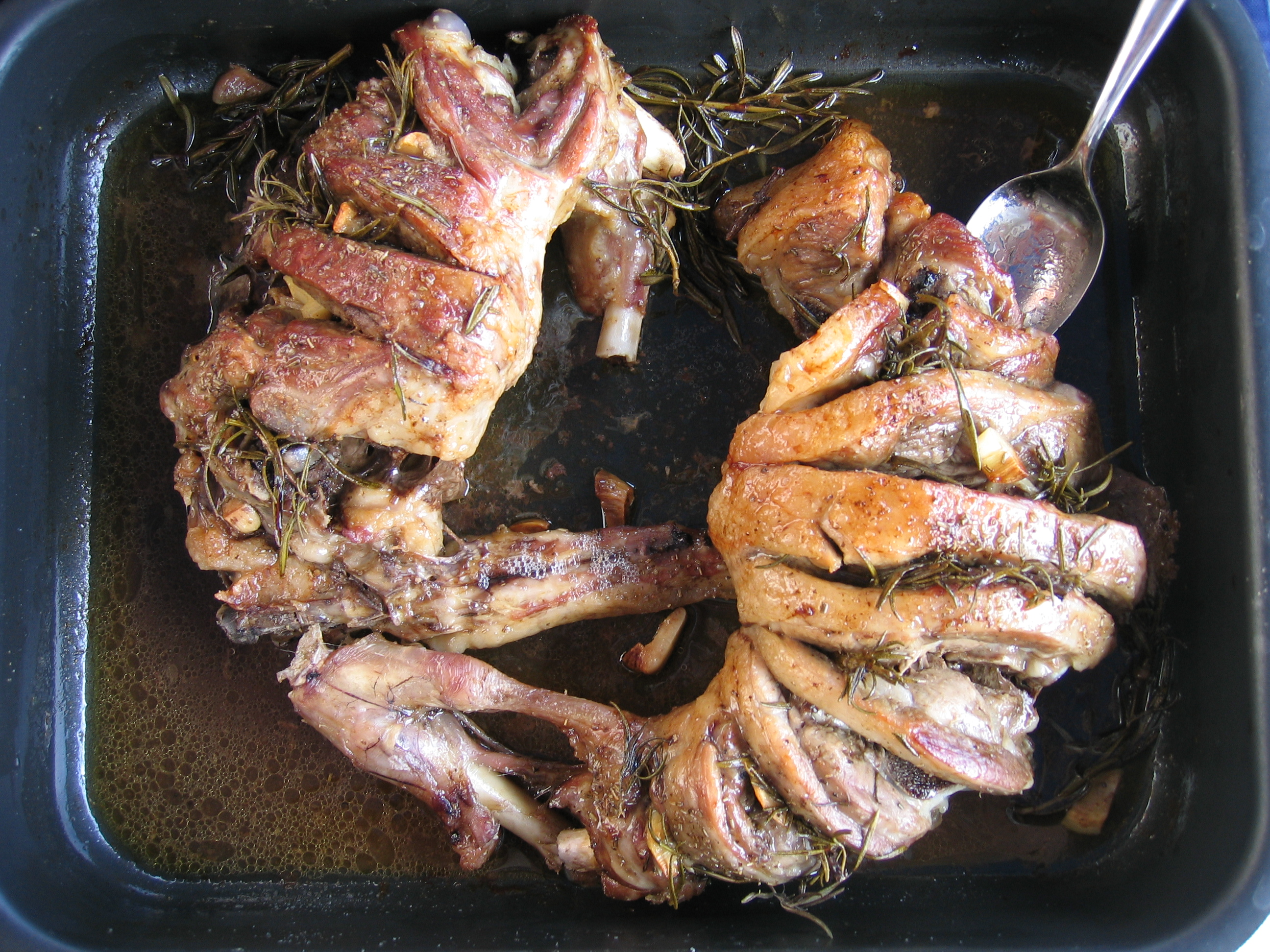
아바키오, 이탈리아의 부활절 전통의 양고기 요리

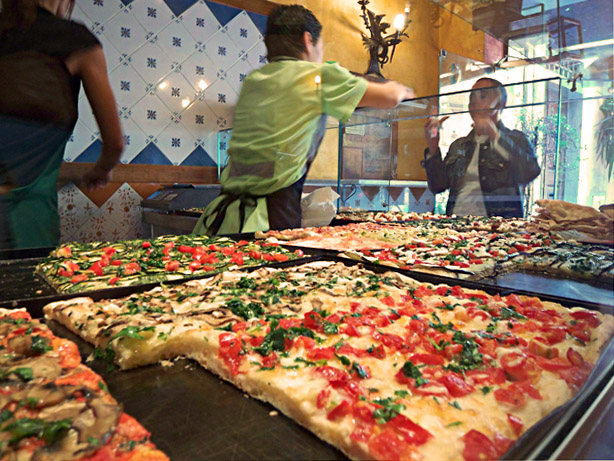
피자 알 탈리오

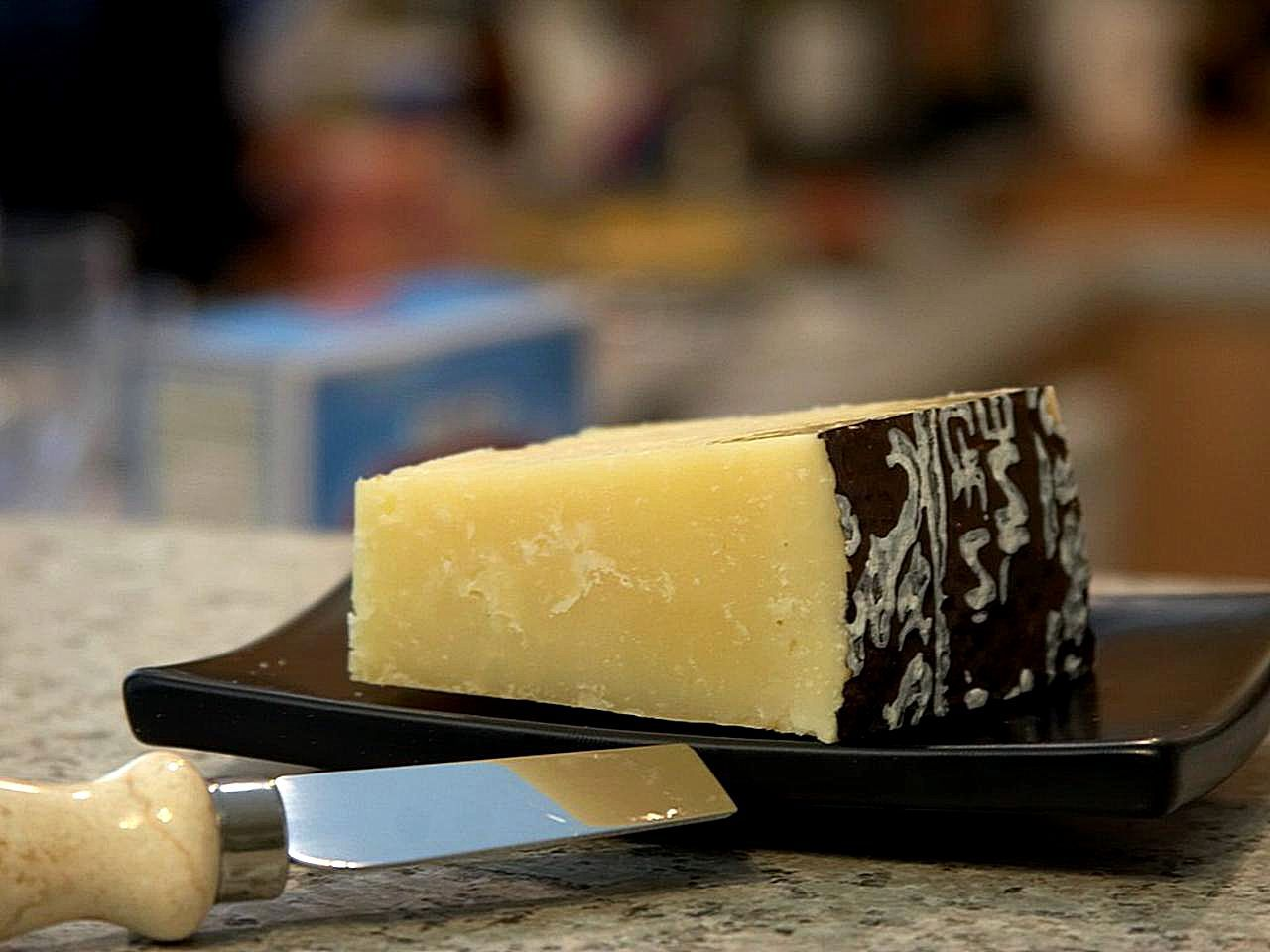
페코리노 로마노

로마 요리(영어: Roman cuisine)는 이탈리아의 도시 로마의 요리 전통과 관행이다. 로마 캄파냐에서 나는 신선하고 제철이며 간단하게 준비된 재료가 특징이다. 여기에는 완두, 아티초크, 누에콩, 조개류, 젖먹이 양고기 및 염소고기, 그리고 페코리노 로마노 및 리코타와 같은 치즈가 포함된다. 올리브유는 주로 생채소를 드레싱하는 데 사용되며, 스트루토(돼지 라드)와 프로슈토의 지방은 튀김에 선호된다. 로마에서 가장 인기 있는 달콤한 음식은 파스티치니라고 불리는 작은 개별 패스트리, 젤라토, 수제 초콜릿 및 사탕이다. 특별한 요리는 종종 요일별로 예약되어 있다. 예를 들어, 뇨키는 목요일에, 염대구는 금요일에, 트리파는 토요일에 먹는다.

## 개요
로마 캄파냐에서 나는 신선하고 제철이며 간단하게 준비된 재료가 특징이다. 여기에는 완두, 아티초크, 누에콩, 조개류, 젖먹이 양고기 및 염소고기, 그리고 페코리노 로마노 및 리코타와 같은 치즈가 포함된다. 올리브유는 주로 생채소를 드레싱하는 데 사용되며, strutto (돼지 라드)와 프로슈토의 지방은 튀김에 선호된다. 로마에서 가장 인기 있는 달콤한 음식은 pasticcini라고 불리는 작은 개별 패스트리, 젤라토, 수제 초콜릿 및 사탕이다. 특별한 요리는 종종 요일별로 예약되어 있다. 예를 들어, 뇨키는 목요일에, 염대구는 금요일에, trippa (직역: '양 (음식)')는 토요일에 먹는다.
구안찰레(돼지 볼살로 만든 훈제하지 않은 베이컨)를 사용하는 파스타 요리는 라치오주에서 흔히 볼 수 있으며, 카르보나라 파스타와 아마트리차나 파스타가 있다. 이 지역의 또 다른 파스타 요리는 매운 토마토 소스를 곁들인 아라비아타이다. 지역 요리에서는 내장 요리를 널리 사용하여 내장을 기반으로 한 리가토니와 파야타 소스를 곁들인 요리 및 코다 알라 바치나라와 같은 요리가 있다. 아바키오는 로마 요리에 기반한 양고기 요리이다.
라치오주의 상징적인 음식은 암양 젖으로 만든 치즈(페코리노 로마노), 피자 알 탈리오, 포르케타(고소하고 지방이 많으며 촉촉한 뼈 없는 돼지고기 구이) 및 프라스카티 화이트 와인이다. 고대 유대인 공동체의 영향은 로마 요리의 전통적인 카르초피 알라 주디아에서 볼 수 있다.

## 역사
로마의 음식은 사회적, 문화적, 정치적 변화의 수세기와 시기를 거치며 발전해 왔다. 로마는 고대 로마 시대에 주요 미식 중심지가 되었다. 고대 로마 요리는 주로 곡물, 치즈, 콩류 및 과일을 기반으로 했다. 이후 제국의 엄청난 확장은 로마인들에게 많은 새롭고 지방적인 요리 습관과 기술을 접하게 했다. 처음에는 사회 계층 간의 차이가 그리 크지 않았지만, 제국이 성장하면서 불균형이 커졌다. 나중에는 이탈리아 르네상스 시대에 로마는 당시 최고의 요리사 중 일부가 교황을 위해 일했기 때문에 고급 요리의 중심지로 잘 알려지게 되었다. 이의 예로는 교황 비오 4세를 위해 바티칸 주방에서 일했던 요리사 바르톨로메오 스카피를 들 수 있는데, 그는 1570년에 출판된 그의 요리책 『오페라 델라르테 델 쿠치나레』로 명성을 얻었다. 이 책에서 그는 약 1,000가지의 르네상스 요리법을 나열하고 조리 기술과 도구를 설명하며 포크의 최초로 알려진 그림을 제공한다. 로마 및 모든 이탈리아 요리는 스페인인들이 신세계 작물, 특히 토마토를 도입하면서 변혁적인 영향을 받았다.

## 전통적인 로마 요리
로마의 상업 및 도축장 지역인 테스타초 로마의 리오네는 로마의 가장 독창적이고 전통적인 음식을 여전히 찾을 수 있는 곳이다. 이 지역은 종종 로마의 "배" 또는 "도축장"으로 알려져 있었고, 도살업자 또는 vaccinari가 살았다. 가장 일반적이거나 고대 로마 요리에는 quinto quarto (직역: '다섯 번째 쿼터')가 포함되었다. 인기 있는 음식으로는 돼지 족발, 뇌 및 다른 동물의 생식기가 포함되며, 이들은 종종 신중하게 요리되고 다양한 풍미, 향신료 및 허브로 풍부하게 양념되었다. 옛날 방식의 코다 알라 바치나라(도살업자 방식으로 조리한 소꼬리)는 여전히 도시에서 가장 인기 있는 식사 중 하나이며 대부분의 로마 레스토랑 메뉴의 일부이다. 양고기 또한 로마 요리에서 매우 인기 있는 부분이며, 종종 향신료와 허브로 구워진다. 로마에는 많은 유대인이 살았기 때문에 로마 요리에는 상당한 유대인 영향이 있으며, 게토의 일부 전통 식사는 400년 이상 거슬러 올라간다. 여기에는 카르초피 알라 주디아(유대식 아티초크)와 pizza dolce di Beridde가 포함된다.

## 로마의 파스타
파스타는 로마 요리의 중요한 요소 중 하나이다. 유명한 로마 파스타 요리로는 카초 에 페페(치즈와 후추), 그리차(구안찰레와 단단한 치즈, 보통 페코리노 로마노로 만든 소스), 카르보나라(그리차와 비슷하지만 달걀이 추가됨) 및 아마트리차나(그리차와 비슷하지만 토마토가 추가됨)가 있다. 페투치네 알프레도(로마의 Alfredo alla Scrofa 레스토랑 셰프가 발명)는 해외에서 유명하지만, 전통적인 것으로 간주되지 않으며 로마에서는 거의 알려져 있지 않다.
한때 로마에는 "Museo Nazionale della Paste Alimentari"라는 파스타 박물관이 있었지만, 지금은 그 자리에 호텔이 있다. 로마에서 가장 흔한 파스타 모양은 스파게티이지만, 다른 많은 형태도 있다.

## 음료
이 도시는 백포도주의 중심지로 알려져 있다. 프라스카티와 로마 카스텔리는 도시에서 가장 좋은 와인으로 불려왔다.

## 디저트
로마 요리에는 또한 많은 디저트와 달콤한 음식들이 있는데, 그 중 많은 것들이 리코타 치즈로 만들어진다. 로마의 전형적인 디저트는 그라타케카라고 불리는 빙수의 일종이다.

## 요리
| 이름                    | 이미지 | 설명 |
| ----------------------- | ------ | --- |
| 아바키오 알라 로마나    |        | 로마 요리의 전형적인 양고기 요리이다. 이탈리아 중부 전역에서 부활절 및 크리스마스 요리로 소비된다. 아바키오는 유럽 연합에서 PGI 마크로 보호하는 제품이다. 로마네스코 방언에서는 아직 젖을 먹거나 최근에 젖을 뗀 양의 새끼를 abbacchio라고 부르며, 거의 1년이 되어 이미 두 번 깎은 양의 새끼는 agnello (직역: '양 새끼')라고 부른다. 이러한 구분은 로마네스코 방언에만 존재한다. |
| 부카티니 알아마트리차나 |        | 토마토, 구안찰레(숙성 돼지 볼살), 페코리노 로마노 치즈, 후추, 엑스트라 버진 올리브유, 드라이 화이트 와인, 소금으로 만든 소스이다. 라치오주의 아마트리체 코무네(자치단체)에서 유래한 아마트리차나는 오늘날 로마와 이탈리아 요리에서 가장 잘 알려진 파스타 소스 중 하나이다. |
| 브루스케타              |        | 마늘, 올리브유, 소금으로 구운 빵을 얹은 전채 요리이다. 보통 토마토, 채소, 콩, 염장육 또는 치즈를 토핑으로 곁들여 제공된다. |
| 카초 에 페페            |        | 이탈리아 라치오주의 전형적인 파스타 요리이다. Cacio e pepe는 몇몇 이탈리아 중부 방언에서 '치즈와 후추'를 의미한다. 이 요리에는 간 페코리노 로마노와 후추가 들어간다. |
| 카르보나라              |        | 지방이 많은 숙성 돼지고기, 단단한 치즈, 달걀, 소금, 후추로 만든 파스타 요리이다. |
| 카르초피 알라 주디아    |        | 로마 유대 요리의 가장 잘 알려진 요리 중 하나이다. 이 조리법은 기본적으로 튀긴 아티초크이며, 로마의 유대인 공동체에서 유래했다. giudìo는 로마네스코 방언에서 유대인을 뜻하는 용어이다. |
| 카르초피 알라 로마나    |        | 팬에 졸인 아티초크로 만든 로마 요리의 전형적인 요리이다. 로마의 봄철에는 각 가정에서 이 요리를 준비하며 모든 레스토랑에서 제공된다. |
| 코다 알라 바치나라      |        | 현대 로마 요리의 소꼬리 스튜로 다양한 채소, 특히 셀러리가 포함된다. 꼬리는 부속 고기로 간주되며, 로마에서는 quinto quarto (직역: '다섯 번째 넷째')라고 불린다. |
| 코피에테                |        | 돼지고기나 말고기 등 말린 고기 조각으로, 보통 맵다. |
| 크로스타타 디 리코타    |        | 구운 타르트 또는 파이이다. 설탕과 레몬 제스트를 섞은 리코타 치즈로 만들며, 추가적으로 코코아나 건포도를 넣을 수도 있다. |
| 피오리 디 주카          |        | 호박꽃에 모차렐라와 앤초비를 채워 반죽에 튀긴 요리 |
| 뇨키 알라 로마나        |        | 세몰리나로 만든 뇨키에 전유, 버터, 파르미자노 치즈를 넣어 만들고 소금과 후추로 간을 한다. |
| 마리토치                |        | 구워서 식힌 후 잘라 크림을 채운 강화 반죽 빵이다. 건포도를 넣은 강화 빵에 휘핑 크림을 채워 만든다. |
| 파스타 알라 그리차      |        | 한 가설에 따르면 이 요리의 이름은 로마네스코 방언 gricio에서 유래했다. 교황령 로마에서 grici는 흔한 음식을 파는 상인들이었으며, 그들 중 다수가 당시 스위스 서약동맹의 그리조니 소유였던 발텔리나 출신이었기 때문에 이런 이름을 얻었다. 따라서 파스타 알라 그리차는 지역 gricio에서 쉽게 구할 수 있는 간단한 재료(구안찰레, 페코리노 로마노, 후추)로 준비한 파스타를 의미한다. |
| 페네 알아라비아타       |        | 토마토, 마늘, 페페론치노, 파슬리, 엑스트라 버진 올리브유로 만든 매운 소스이다. 이 소스는 이탈리아의 라치오주에서 유래했으며, 특히 로마 시에서 유래했다. |
| 리가토니 콘 라 파야타   |        | 팔리아타 (또는 로마네스코 방언으로 파야타)는 주로 어린 송아지의 내장(트리파)을 사용하는 전통적인 로마 요리이다. 오직 젖만을 먹었기 때문에, 결과물은 소시지 케이싱 안에 치즈와 유사하다. 고전적인 준비 방식은 파야타에 리가토니를 곁들인 rigatoni con la pajata (로마네스코 방언; 표준 이탈리아어: rigatoni con la pagliata)이다. |
| 살팀보카 알라 로마나    |        | 살팀보카는 이탈리아 요리(남부 스위스에서도 인기)이다. 송아지고기를 프로슈토와 세이지로 감싸거나 (줄을 서서) 포도주, 기름 또는 소금물에 재워두는 방식으로 지역이나 개인의 취향에 따라 달라진다. 이 요리의 원래 버전은 살팀보카 알라 로마나로, 송아지고기, 프로슈토, 세이지를 말아 드라이 백포도주와 버터에 익혀 만든다. 때로는 마르살라가 사용되기도 한다. 또한 때로는 송아지고기와 프로슈토를 말지 않고 평평하게 두기도 한다. |
| 스칼로피네 알라 로마나  |        | 스칼로피네(scaloppa의 복수형 및 지소사, 즉 얇게 썬 고기 조각)는 얇게 썬 고기, 주로 쇠고기, 송아지고기, 또는 닭고기를 밀가루에 묻혀 다양한 졸임 소스에 볶아 만든다. 스칼로피네에 곁들이는 소스는 지역별 미식 전통에 따라 다양한 종류가 있다. 인기 있는 변형으로는 토마토-포도주 졸임; 스칼로피네 알 리모네 또는 피카타 (케이퍼와 레몬 소스를 의미); 스칼로피네 아이 푼기 (버섯-와인 졸임); 그리고 피자 스타일의 토마토 소스인 pizzaiola가 있다. |
| 수플리                  |        | Supplì (프랑스어 surprise의 이탈리아어화)는 로마 요리의 전형적인 쌀알(리소토)과 토마토 소스로 이루어진 스낵이다. 일부는 이것이 프랑스 크로켓에서 유래했으며 19세기 초 나폴레옹 보나파르트의 프랑스 군대에 의해 로마에 도입되었다고 믿는다. |
| 트리파 알라 로마나      |        | 한때 로마의 가장 가난한 주민들 사이에서 인기 있는 요리였던 트리파 알라 로마나는 로마 요리의 필수품이 되었다. 이것은 가난한 농민 주방에서 탄생한 요리 유형인 quinto quarto (직역: '다섯 번째 쿼터', 또는 도축된 동물의 부속 고기)의 일부이다. 각 동물은 쿼터(quarti)로 나뉘었는데, 첫 번째 쿼터(primo quarto)는 가장 좋은 부위로 귀족에게 돌아갔다. 두 번째 쿼터는 성직자를 위한 것이었다. 세 번째 쿼터(terzo quarto)는 부르주아(또는 상인) 계급을 위한 것이었고, 네 번째 쿼터는 군인을 위한 것이었다. 남은 모든 것은 quinto quarto가 되어 vaccinari(정육점 주인)를 포함한 나머지 인구에게 배포되었다. 트리파 알라 로마나는 고대 레시피로, 전통적으로 토요일 점심 식사 시간에 준비되었으며, 오늘날 유서 깊은 트라토리아에서는 "Sabato Trippa"라는 표지를 볼 수 있을 정도이다. 이 요리는 트리파, 백양파, 껍질을 벗긴 토마토, 당근, 백포도주, 페코리노 로마노 치즈, 페니로열 잎으로 만든다. |

## 같이 보기
- 이탈리아 요리
- 아브루초 요리
- 풀리아 요리
- 아르버레셰 요리
- 에밀리아 요리
- 리구리아 요리
- 롬바르디아 요리
- 만토바 요리
- 바실리카타 요리
- 나폴리 요리
- 피에몬테 요리
- 사르데냐 요리
- 시칠리아 요리
- 토스카나 요리
- 베네치아 요리

## 참고 문헌
- Boni, Ada (1983) [1930]. 《LaCucina Romana》 (이탈리아어). Roma: Newton Compton Editori.
- Carnacina, Luigi; Bonassisi, Vincenzo (1975). 《Roma in Cucina》 (이탈리아어). Milano: Giunti Martello.
- Piras, Claudia; Medagliani, Eugenio (2000). 《Culinaria Italy》. Könemann Verlagsgesellschaft mbh. ISBN 3-8290-2901-2.
- Malizia, Giuliano (1995). 《La Cucina Ebraico-Romanesca》 (이탈리아어). Roma: Newton Compton Editori.
- 《Rome》. Eyewitness Travel. DK Publishing. 2006. ISBN 1-4053-1090-1.